# Cape Canaveral (kaap)
Cape Canaveral is een kaap in het oosten van de Amerikaanse staat Florida. Hier is de Amerikaanse vlieg- en lanceerbasis Cape Canaveral Space Force Station, voorheen Cape Canaveral Air Force Station genoemd, die sinds 1957 wordt gebruikt voor het lanceren van raketten. Het Kennedy Space Center ligt nabij de kaap op Merritt Island. De omgeving van Cape Canaveral, die tussen de lagune Banana River en de Atlantische oceaan ingeklemd ligt, zou een schiereiland genoemd kunnen worden, maar heeft geen eigen naam en wordt gezien als deel van het vasteland van Florida.
De locatie is door zijn zuidelijke ligging aan de oostkust een van de beste plaatsen op het Amerikaans grondgebied voor het lanceren van raketten die in een baan om de aarde moeten komen: men kan hier goed gebruikmaken van de beginsnelheid door de rotatiesnelheid van de aarde (die dichter bij de evenaar groter is). Dit geldt bij lancering in oostelijke richting, en dat is hier ook de richting waarbij bij het mislukken van een lancering de raket niet in een bewoond gebied terechtkomt.

## Naam
De naam Cape Canaveral is ontstaan door verengelsing van Cabo Cañaveral.
Cape Canaveral werd na de dood van president John F. Kennedy (november 1963) omgedoopt tot Cape Kennedy. Kennedy was degene die de aanzet gaf tot het doel om voor het einde van het decennium een mens naar de maan te brengen en weer veilig terug te halen.
Sinds 1957 werd Cape Canaveral gebruikt voor het lanceren van raketten voor het Mercuryprogramma, vanaf 1962 voor het Geminiprogramma en vanaf 1965 voor het Apolloprogramma.
In 1973 werd de naam op aandringen van de bewoners van het plaatsje teruggewijzigd van Cape Kennedy naar Cape Canaveral. De lanceerbasis van de NASA - het Kennedy Space Center - behield echter wel zijn naam.